# Acura ZDX
Acura ZDX — кроссовер японского производителя автомобилей Acura (подразделение автомобильной компании Honda). Впервые представлен на Нью-Йоркском международном автосалоне в 2009 году как один из самых дорогих и роскошных автомобилей компаний. Начало продаж автомобиля состоялось в 2010 году.
На автомобиль устанавливался алюминиевый мотор V6 объёмом 3,7 литра и мощностью 300 л. с., работавший в паре с шестиступенчатой автоматической коробкой передач.
Автомобиль Acura ZDX создавался для того, чтобы составить конкуренцию BMW X6, но ZDX так и не смогла составить конкуренцию именитому немцу. В начале октября 2012 года в Акуре заявили, что данная модель будет снята с производства в 2013 году, главная причина данного решения - низкий уровень продаж данной модели на северо-американском рынке. 
Примечателен и тот факт, что ZDX официально продавался только на северо-американском рынке, но данную модель можно увидеть в ряде стран СНГ: России, Украине, Казахстане, Беларуси, а также в странах Аравии (например, ОАЭ), данная модель завозилась на эти рынки неофициальными или частными «серым» дилерам.

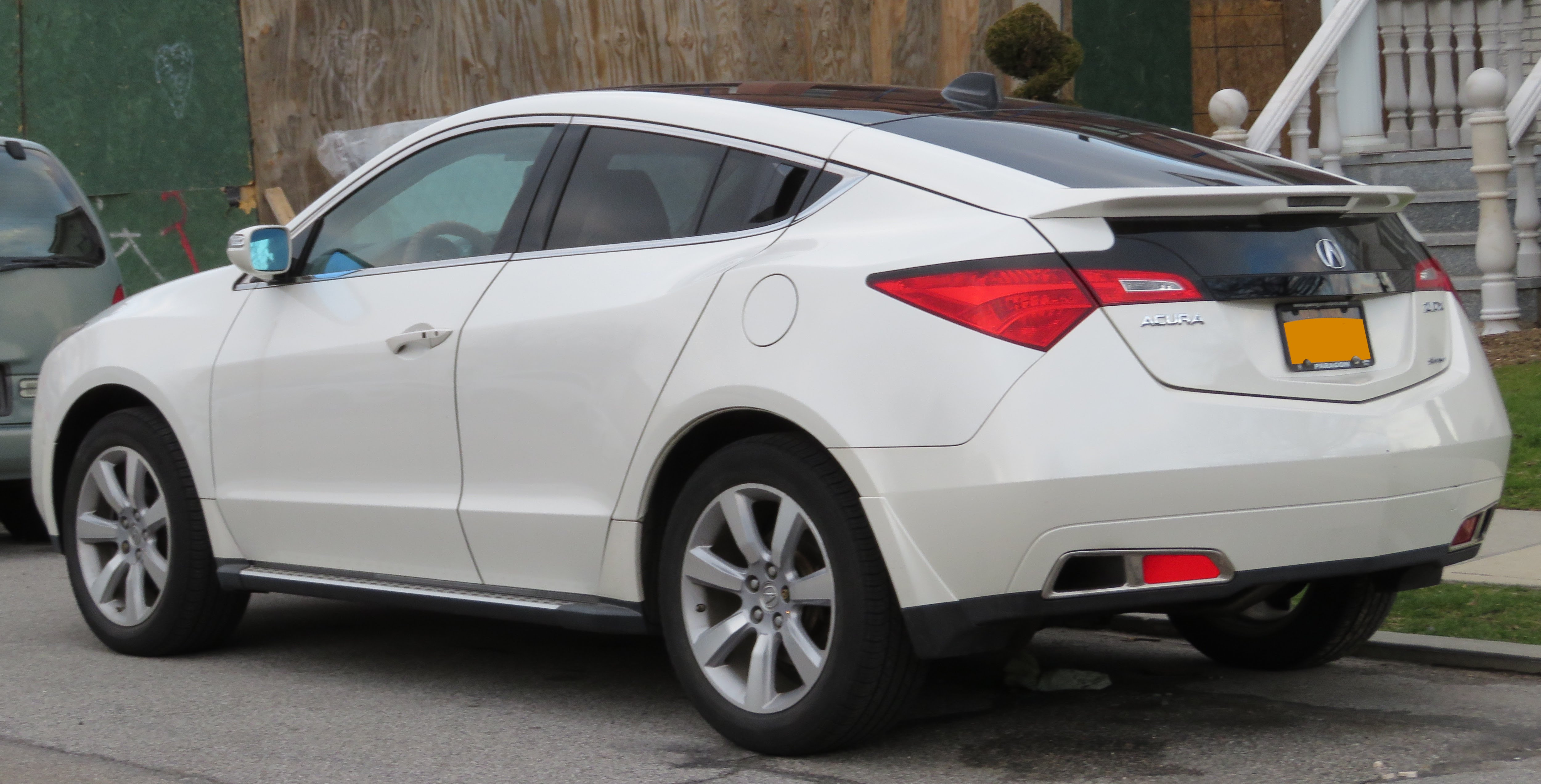
Вид сзади

## Второе поколение (2024 г.)
Acura представила полностью электрический ZDX в августе 2023 года. Новый ZDX, первый электромобиль в линейке Acura, разработан совместно с использованием автомобильной архитектуры Ultium компании General Motors, которая в настоящее время лежит в основе выпускающихся с 2024 года Cadillac Lyriq, GMC Hummer EV и Honda Prologue. 
По сравнению с оригинальным ZDX, ZDX 2-го поколения имеет более традиционную линию крыши. ZDX получает одномоторную конфигурацию A-Spec и вариант исполнения Type S, мощность последнего из которых оценивается в 500 л.с., что делает его самым мощным внедорожником, когда-либо производившимся Acura. Это первый автомобиль Acura, оснащенный передовыми технологиями, такими как роскошная аудиосистема Bang & Olufsen, встроенные функции Google, а также AcuraWatch 360+ с функцией Hands Free Cruise в комплектации Type S.
ZDX должен был стать одним из многих электромобилей Acura и Honda, разработанных совместно с General Motors. Однако в октябре 2023 года Honda и General Motors объявили, что их план по совместной разработке недорогих электромобилей был отменен, и будущие электромобили Honda/Acura будут разрабатываться исключительно компанией Honda и производиться на сборочных заводах Honda. И ZDX, и Honda Prologue — единственные известные модели, разработанные совместно с GM и дошедшие до производства.

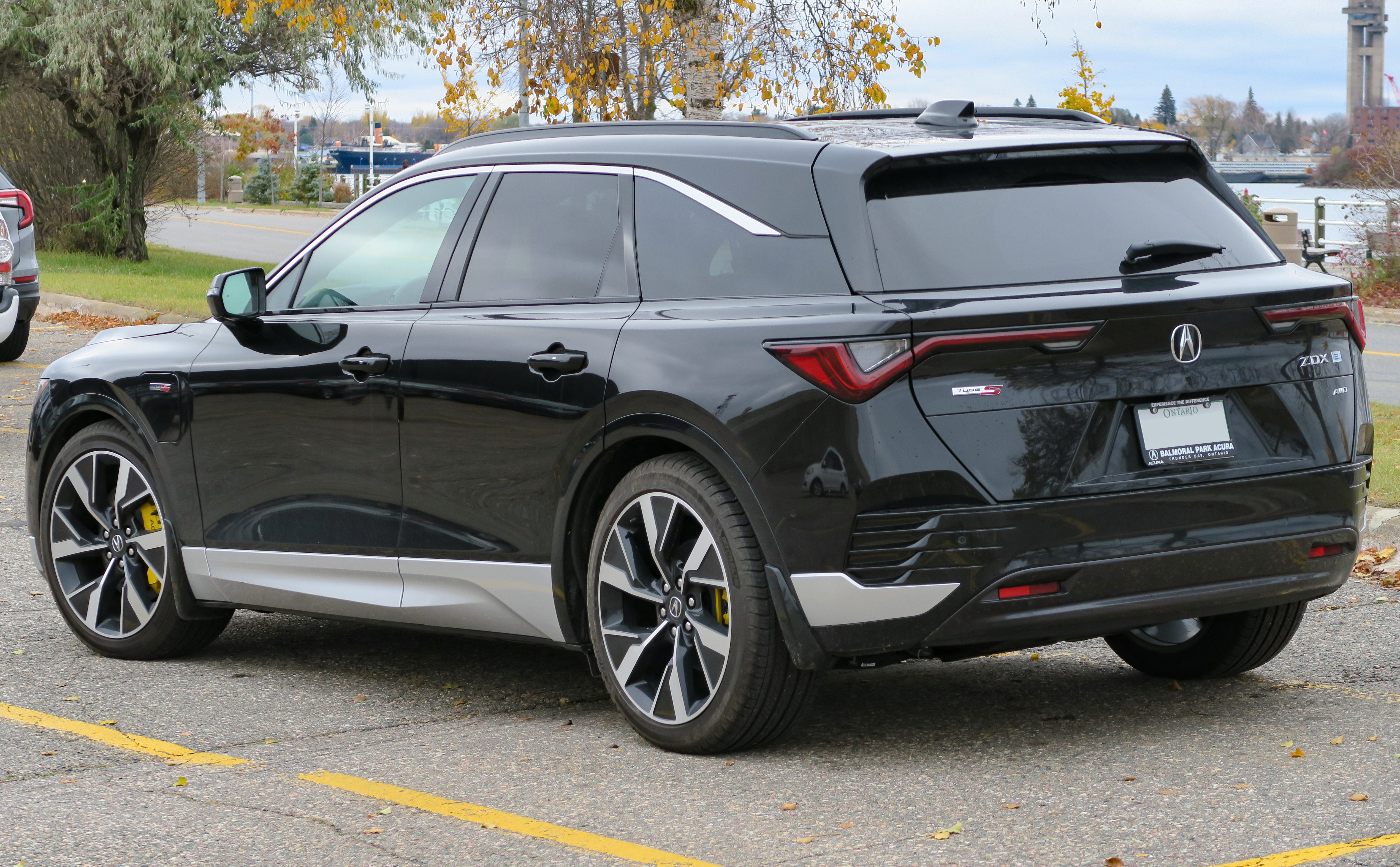
Вид сзади